# Erich Bodzenta
Erich Bodzenta (* 7. Mai 1927 in Wien; † 9. Juni 1996 ebenda) war ein österreichischer Soziologe, der 20 Jahre von 1971 bis 1991 als ordentlicher Universitätsprofessor an der Universität Wien forschte und lehrte. Von 1968 bis 1972 amtierte er als Präsident der Österreichischen Gesellschaft für Soziologie.
Bodzenta wurde 1952 an der Universität Wien im Fach Soziologie promoviert. 1960 war er als Abteilungsdirektor beim Institut für Kirchliche Sozialforschung in Wien tätig und ein Jahr darauf als Direktor des Pastoralsoziologischen Instituts in Essen. 1962 habilitierte er sich in Wien für Soziologie, wurde 1965 ordentlicher Professor an der Universität Linz, kehrte 1971 als ordentlicher Universitätsprofessor an nach Wien zurück, wo er 1991 emeritiert wurde. Im Mittelpunkt seiner Forschungsinteressen standen Stadtsoziologie, Siedlungssoziologie und Wohnungssoziologie.
1984 wurde Bodzenta mit dem Kardinal-Innitzer-Preis ausgezeichnet.

## Schriften (Auswahl)
- Plätze für Menschen. Sozialer Bedarf in Wohnungs-, Siedlungs- und Stadtplanung. Böhlau, Wien / Köln / Weimar 1993, ISBN 3-205-98103-0.
- Von Armut bis Zivilcourage. Böhlau, Wien / Köln / Graz 1987, ISBN 3-205-02072-5.
- Als Herausgeber: Die österreichische Gesellschaft. Entwicklung, Struktur, Probleme. Springer, Wien / New York 1972, ISBN 3-211-81054-4.
- Industriedorf im Wohlstand. Matthias-Grünewald-Verlag, Mainz 1962.
- Die Katholiken in Österreich. Ein religionssoziologischer Überblick. Herder, Wien 1962.